# Imparfinis spurrellii
Imparfinis spurrellii är en fiskart som först beskrevs av Regan, 1913.  Imparfinis spurrellii ingår i släktet Imparfinis och familjen Heptapteridae. IUCN kategoriserar arten globalt som livskraftig. Inga underarter finns listade i Catalogue of Life.